# Rakia Al-Gassra
 Rakia Al-Gassra (Bani Jamra, 6 september 1982) is een voormalige Bahreins atlete, die was gespecialiseerd in de sprintnummers. Tweemaal nam ze deel aan de Olympische Spelen, maar bleef medailleloos.

## Biografie
Op de Olympische Spelen van 2004 in Athene nam Al-Gassra deel aan de 100 m. Hiermee was ze een van de eerste Bahreinse vrouwen die deelnam aan de Olympische Spelen. Alleen haar handen en gezicht waren zichtbaar. In haar reeks eindigde ze op een vijfde plaats, zodat ze al na de eerste ronde het olympisch toernooi moest verlaten.
Vier jaar later, op de Olympische Spelen van 2008, nam Al-Gassra deel aan de 200 m. Ze was tevens vlaggendrager voor haar land tijdens de openingsceremonie. Al-Gassra won zowel haar reeks als haar kwartfinale. In haar halve finale liep ze naar 22,72 s, goed voor een zesde plaats in haar halve finale. Met opgeheven hoofd verliet Al-Gassra het toernooi.
Op 17 december 2009 kondigde ze, omwille van gezondheidsredenen, haar afscheid aan. In juli 2010 werd echter bekendgemaakt dat Al-Gassra een dopingcontrole had gemist, waarvoor ze twee jaar geschorst werd door de IAAF.

## Persoonlijke records
Outdoor
| Onderdeel | Prestatie | Datum        | Plaats |
| --------- | --------- | ------------ | ------ |
| 100 m     | 11,12     | 2 juli 2008  | Milaan |
| 200 m     | 22,65     | 11 juli 2008 | Rome   |
| 400 m     | 55,14     | 28 juni 2004 | Praag  |

Indoor
| Onderdeel | Prestatie | Datum            | Plaats  |
| --------- | --------- | ---------------- | ------- |
| 60 m      | 7,4       | 14 februari 2008 | Doha    |
| 200 m     | 24,16     | 7 februari 2004  | Teheran |
| 400 m     | 53,28     | 15 februari 2008 | Doha    |